# Resolution 875 des UN-Sicherheitsrates
Die Resolution 875 des UN-Sicherheitsrates ist eine Resolution, die der Sicherheitsrat der Vereinten Nationen in seiner 3293. Sitzung am 16. Oktober 1993 einstimmig beschloss. Nach Bekräftigung der Resolutionen 841 (1993), 861 (1993), 862 (1993), 867 (1993) und 873 (1993) verhängte der Rat eine Seeblockade und internationale Sanktionen gegen den Inselstaat Haiti im Bewusstsein, dass die beteiligten Parteien weiterhin nicht in der Lage waren, das Inselabkommen der Gouverneure umzusetzen.
Die Sanktionen waren eine weitere Maßnahme, um die Militärjunta in Haiti zu beseitigen und die Demokratie wiederherzustellen. Der Rat ersuchte die Mitgliedstaaten gemäß Kapitel VII und Kapitel VIII der Charta der Vereinten Nationen, die eingehende Seeschifffahrt bei Bedarf einzustellen, um ihre Ladungen und Bestimmungsorte zu inspizieren und zu überprüfen, sowie Beschränkungen für Erdöl und verflüssigtes Erdgas gemäß früheren Entschließungen zu erlassen. 
In der Entschließung wurde abschließend erklärt, dass gegebenenfalls weitere Maßnahmen zur Sicherstellung der Einhaltung getroffen werden.